# Піраміда Теті
Піраміда Теті — гладка піраміда, розташована в області Саккара, Єгипет. Це друга історично відома піраміда, що містить давньоєгипетські ієрогліфи. Археологічні дослідження і знімки з супутника показали, що піраміда має дві піраміди цариць, що супроводжуються культовими спорудами і похоронний храм. Піраміда була відкрита Гастоном Масперо у 1882 році, і комплекс досліджували протягом кількох десятиліть, починаючи з 1907 по 1965 рік. Спочатку називалася — Місце терпіння Теті. Зовнішній вигляд піраміди погано зберігся і тепер вона більше нагадує невеличкий пагорб. Підземні камери і коридори, навпаки в прекрасному стані.

## Поховальний комплекс
Пірамідний комплекс слід моделі, встановленої в період правління Джедефра, та в свою чергу успадковується від поховальних комплексів Абусіра.

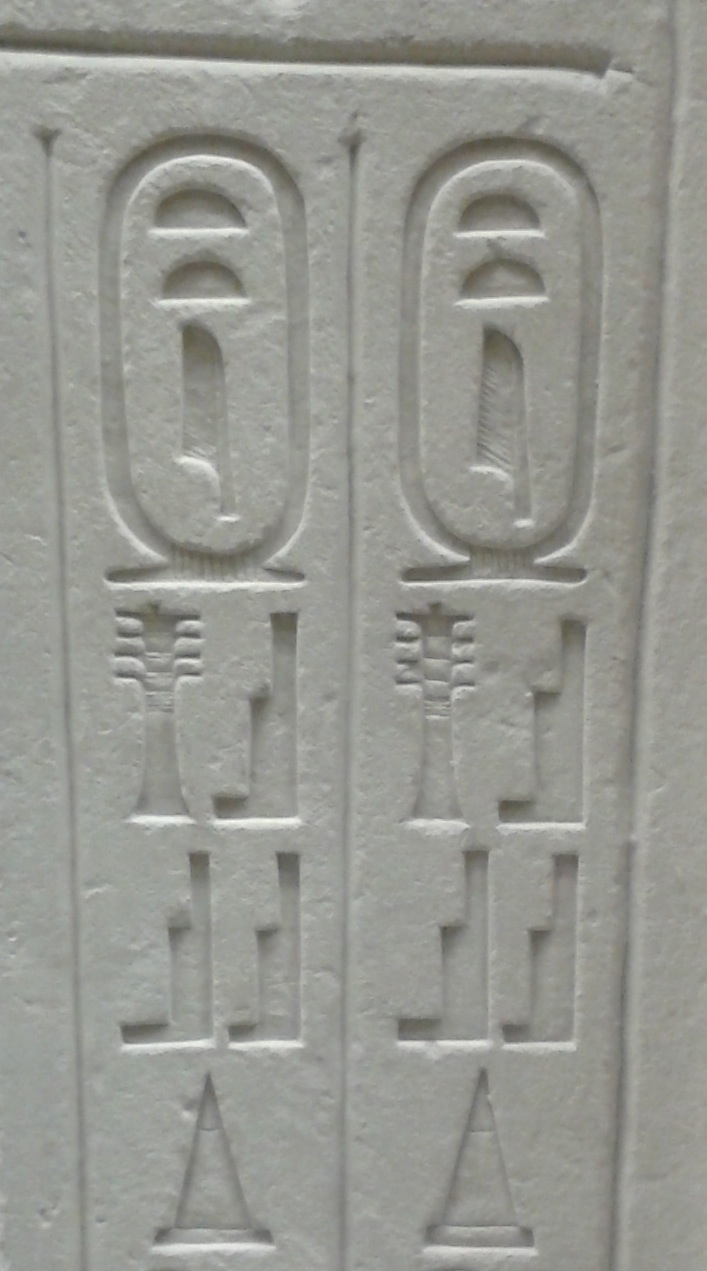
Назва піраміди Djed-isut-teti на поховальній стелі головного скарбничого Іси. Лувр.

## Піраміда
Орієнтація піраміди не збігається з чотирма сторонами світу. Тим не менш, пропорції і план піраміди повторює схему піраміди Джедефра. Внутрішні розміри і нахил є однаковими.
Доступ у поховальні камери розташований всередині сусідній каплиці з північної сторони піраміди. Передпокій веде в довгий спуск 18 метрів і 123 метри. Вхід був заблокований відразу гранітним блоком, в даний час втраченим. Далі прохід був закладений по всій довжині великими блоками вапняку, які розбили та розікрали. Сміття ще перебувало у проході під час першого вивчення піраміди Гастоном Масперо. В низхідному коридорі закінчується горизонтальний передпокій, вестибюлем, передпокій інший, спальня з блоками, остаточний коридор, і остаточний перехід граніт, який відкривається в похоронних покоях фараона.
Кімната з блоками має розмір більше шести метрів і виготовлена з вапняку і граніту. Три гранітні блоки, спочатку перекривали прохід, тепер розбиті на кілька частин дають можливість проходу для відвідувачів.

Горизонтальний прохід веде до кімнати, що складаються з похоронного Сердаб, передпокою, та поховальної камери. Всі три приміщення розташовані вздовж осі схід-захід. Єдина особливість у Сердаб це розмір блоків, з яких він зроблений — 6,72 метрів завдовжки і вагою до 40 тонн. Передпокій і похоронна камера перекриті величезними склепінчастими кроквами. Вони також пов'язані переходом в якому були подвійні двері. Стіни цих кімнат так само були вкриті написами, які зазвичай називаються — Тексти пірамід. Піраміда Теті є другою пірамідою в якій міститися священні написи, які повинні були допомогти у відродженні фараона.

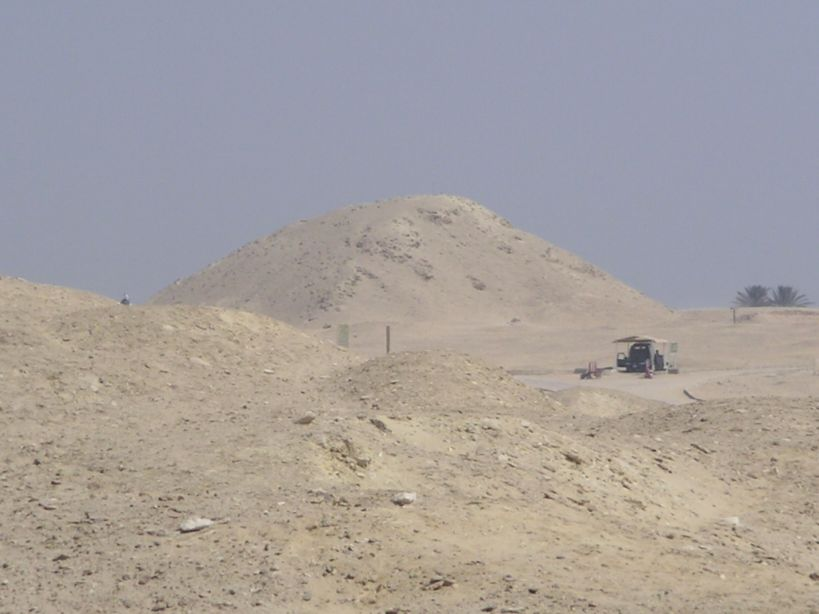
Піраміда Теті

Похоронна камера містить незакінчений саркофаг з граувака, фрагмент кришки і канопи контейнер, який не що інше, як просто отвір в землі. І перший королівський саркофаг містить написи, вигравірувані на внутрішню поверхню.

Карта поховального комплексу

Хоча і поховання було розграбовано у давні часи, під час перших розкопок Гастоном Масперо було знайдено багато поховального начиння. Це в основному кам'яні об'єкти, які були залишені грабіжниками, вважаючи їх марним або нічого не стоячими. Таким чином, до нас дійшли ємності з іменами Теті і один з ємностей містить внутрішні органи царя. Найцінніша знахідки поховання — гроші або харчі на дорогу і гіпсова форма посмертної маски. Маска зберегла нам обличчя людини з закритими очима, рот злегка відкритим. Вираз вражає, і це нібито зображення фараона Теті, що робить її єдиним королівським портретом династії зі Старого Королівства. Піраміда Теті вимірює 78,5 сторона біля основи і висота 52.5 метра. Це дорівнює 150 ліктів у сторони і 100 ліктів підстави (Єгипетський Королівський лікоть оцінюється в 525мм).

## Примітки

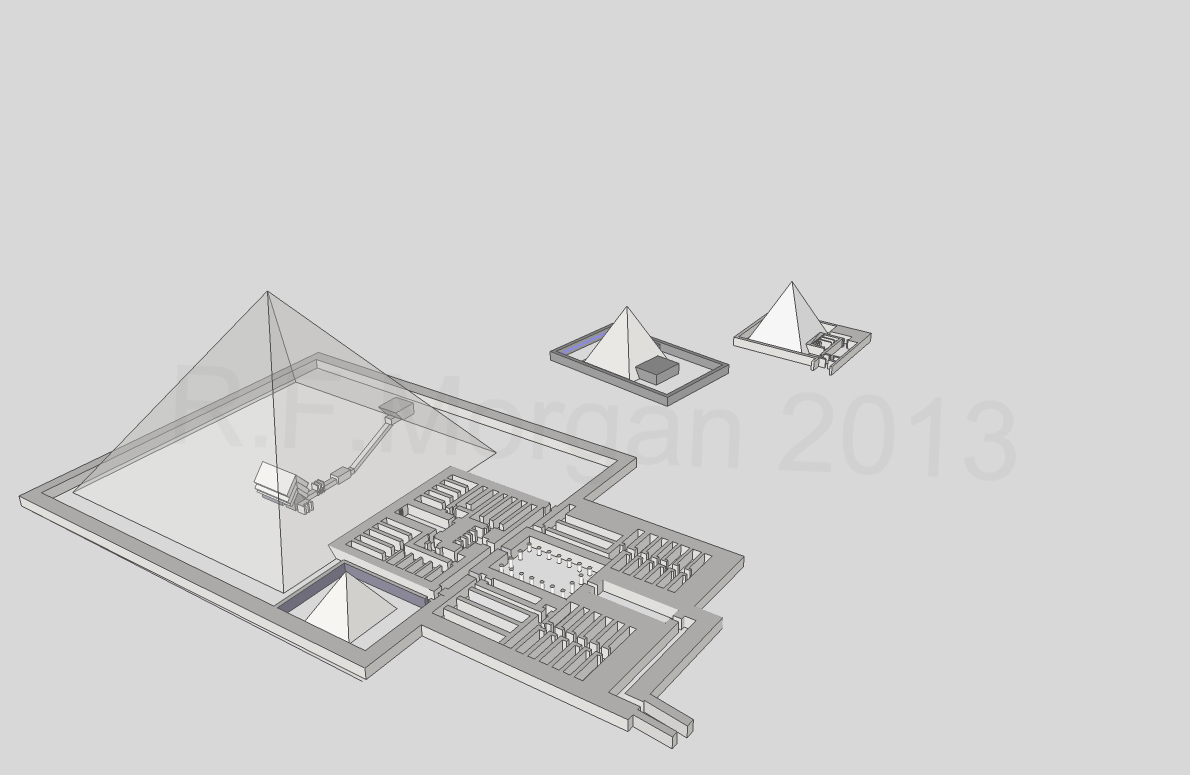
Реконструкція комплекса піраміди Теті в 3D